# ヴォルフガング・シュルツ
ヴォルフガング･シュルツ（Wolfgang Schulz、1946年2月26日 - 2013年3月28日）は、オーストリアのフルート演奏家。

## 略歴
1946年にリンツの音楽一家に生まれた。10歳でリンツ音楽院において、ヴィリー・バウアーとクリスティアーネ・シュヴァンベルガーに師事。ブルックナー音楽院でルドルフ・ライトナーにも学ぶ。ウィーン国立音楽大学でハンス・レズニチェックに師事し、その後オーレル・ニコレにも師事した。
ウィーン・フォルクスオーパー管弦楽団の首席奏者を経て、1970年にウィーン・フィルハーモニー管弦楽団入団。首席奏者を長年務めた(2011年12月65歳で退職)。1983年以降アンサンブル・ウィーン＝ベルリンのメンバーでもあった。1979年からウィーン国立音楽大学で教鞭をとったほか、各種マスタークラスで講師をつとめるなどして後進の指導にあたった。1996年以降フランスのボヌール音楽祭の音楽監督を務めた。2002年にはシュルツ家一族およびウィーン・フィルの同僚、自身と妻ウラ・シュルツの弟子たちなどで構成された室内楽オーケストラ、ウィーン・カメラータ・シュルツを結成（(コンサートマスターは娘のヴェロニカ・シュルツ）。モーツァルトのフルート協奏曲全曲演奏会などで好評を博す。
2013年3月28日、ウィーンで逝去。67歳没。